# Сфънту Георге
Сфънту Георге (в превод: „Свети Георги“; на румънски: Sfântu Gheorghe или Sfîntu Gheorghe; на унгарски: Sepsiszentgyörgy или Szentgyörgy, на идиш: סנט דשזארדזש) е град в окръг Ковасна, Румъния, седалище на окръга и на община, в която влизат и селата Килиени (Chilieni, Kilyén) и Кошени (Coşeni, Szotyor). Градът се намира в централната част на страната, в историческата област Секейска земя (част от Трансилвания), на река Олт, в долината между планините Бараолт и Бодок.

## История
Сфънту Георге е един от най-старите градове в Трансилвания, споменат за първи път през 1332 г. Градът е кръстен на Свети Георги, патрон на местната църква. Преди е бил известен и с немското си име Sankt Georgen. Представката sepsi пред унгарското име говори, че основателите на града са дошли от град Себеш, който по-късно става център на саско население.
Като част от Кралство Унгария Сфънту Георге е икономически и административен център на комитат Харомсек, който обхваща днешния окръг Ковасна и част от окръг Брашов, в края на XIX век. В града се развива лека промишленост, построени са текстилна и цигарена фабрика. След Първата световна война, според Трианонския договор от 1920 г. става част от Кралство Румъния. Според Второто виенско споразумение от 1940 г. е на територията на Унгария за четири години. След края на Втората световна война Парижкият мирен договор дава Сфънту Георге окончателно на Румъния. През периода 1952 – 1960 г. е най-южният град в Унгарската автономна област, а между 1960 и 1968 г. влиза в състава на регион Брашов, а през 1968 г. става административен център на окръг Ковасна.
Сфънту Георге е един от центровете на секейското население в Секейска земя (Székelyföld) и тук е построен Националният секейски музей. В града ежегодно се провеждат два панаира.

## Население
Според преброяването на населението от 2011 г. населението на Сфънту Георге е 56 006 души. Разборът му на различни етнически групи е:
| Етническа група | Процент | Брой   |
| --------------- | ------- | ------ |
| Секеи (унгарци) | 77 %    | 41 233 |
| Румънци         | 22 %    | 11 807 |
| Цигани          | 0,7 %   | 398    |
| Други           | 0,3 %   | 142    |

### Историческо население
Изменение на броя на населението на Сфънту Георге по преброявания на населението:

## Забележителности
- Укрепена църква – XIV век, готически стил
- Окръжен архив, бивш щаб на хусарските батальони
- Окръжна библиотека, построена през 1832 г. като седалище на градския съвет
- Театър – кметство в периода 1854 – 1866 г.
- Пазар от 1854 г., часовникова кула от 1893 г.